# Hierophis gemonensis
Hierophis gemonensis är en ormart som beskrevs av Laurenti 1768. Hierophis gemonensis ingår i släktet pilsnokar, och familjen snokar. Inga underarter finns listade i Catalogue of Life.
Artepitetet gemonensis i det vetenskapliga namnet användes ursprungligen för gulgrön pisksnok (Hierophis viridiflavus).
Arten förekommer i södra Europa vid Adriatiska havet samt i Grekland, på Kreta och på mindre öar i samma region. Den lever i låglandet och i bergstrakter upp till 1400 meter över havet. Exemplaren vistas i klippiga regioner med glest fördelad växtlighet, i buskskogar, i öppna skogar, i vinodlingar och i trädgårdar. De besöker ibland ruiner. Honor lägger cirka 10 ägg per tillfälle.
Beståndet hotas regionalt av landskapsförändringar, av bränder och av vattenföroreningar. Hela populationen anses vara stabil.  IUCN kategoriserar arten globalt som livskraftig.